# 514 př. n. l.

## Události
- Král Helü nastoupil na trůn státu Wu a založil čínské město Sü-čou jako své nové hlavní město.
- Dareios I. neúspěšně táhl na Skyty přes Dunaj.

## Úmrtí
- Harmodios a Aristogeiton, Tyranniové, kteří zavraždili athénského vládce Hipparcha a symboli athénské demokracie.
- Hipparchos, athénský vládce.

## Hlavy států
- Perská říše – Dareios I. (522–486 př. n. l.)